# 6.ª División (Ejército Popular de la República)
La 6.ª División fue una unidad del Ejército Popular de la República que existió durante la guerra civil española, creada sobre la base de las brigadas mixtas. Llegó a estar desplegada en los frentes de Madrid, Levante y Extremadura, teniendo una participación destacada durante la contienda.

## Historial
La división fue creada a finales de 1936, en el seno del Cuerpo de Ejército de Madrid. Compuesta por las brigadas mixtas 4.ª, 42.ª y 43.ª, inicialmente quedó bajo el mando del teniente coronel de carabineros José María Galán. Muchas de las fuerzas de la división habían tenido una participación destacada en la defensa de Madrid.
Posteriormente la unidad sería asignada al II Cuerpo de Ejército, permaneciendo destinada en el frente de Madrid sin llegar a tomar parte en operaciones militares de relevancia. En la primavera de 1938 fue reorganizada y adscrista al XXI Cuerpo del Ejército Popular de la República, siendo enviada al frente de Levante para hacer frente a la ofensiva franquista que pretendía conquistar Valencia. Tras el final de los combates en Levante fue sometida a una reorganización, quedando en reserva. En agosto la división fue enviada como refuerzo al frente de Extremadura, para hacer frente a la ofensiva franquista en este sector. Quedó afecta al VII Cuerpo de Ejército, participando en los contraataques republicanos que lograron estabilizar la situación y recuperar terreno. Tras finalizar las operaciones quedaría asignada al XX Cuerpo de Ejército, en Levante.
A finales de 1938 fue asignada a la Agrupación «Toral», en el frente del sur, en preivisión de su futura participación en la batalla de Valsequillo. La mañana del 5 de enero de 1939 la 6.ª División fue una de las unidades que rompió las líneas franquistas, internándose en territorio enemigo. Posteriormente concentraría sus esfuerzos sobre la «Sierra Trapera», uno de los núcleos de la resistencia franquista, lanzando numerosos ataques contra la misma.

## Mandos
Comandantes
- teniente coronel de carabineros José María Galán;[1]
- teniente coronel de infantería Arturo Mena Roig;[2]
- teniente coronel de infantería Carlos Romero Giménez;[10]
- teniente coronel de infantería Miguel Melero Blanco;[11]
- mayor de milicias Valeriano Marquina Merino;[12]

Comisarios
- Antonio de Lezama, de IR;[13]
- José Laín Entralgo, del PCE;[14]

Jefes de Estado Mayor
- comandante de infantería Ángel Lamas Arroyo;[1]
- comandante de infantería Manuel Checa Almohalla;

## Orden de batalla
| Fecha                   | Cuerpo de Ejército adscrito  | Brigadas Mixtas integradas | Frente de batalla |
| ----------------------- | ---------------------------- | -------------------------- | ----------------- |
| 31 de diciembre de 1936 | Cuerpo de Ejército de Madrid | 4.ª, 42.ª y 43.ª           | Centro            |
| Mayo de 1937            | II Cuerpo de Ejército        | 4.ª, 42.ª y 43.ª y 75.ª    | Centro            |
| Diciembre de 1937       | II Cuerpo de Ejército        | 43.ª, 75.ª y 149.ª         | Centro            |
| Abril de 1938           | XXII Cuerpo de Ejército      | 74.ª, 107.ª y 209.ª        | Levante           |
| 30 de abril de 1938     | XXI Cuerpo de Ejército       | 107.ª, 129.ª y 209.ª       | Levante           |
| 11 de agosto de 1938    | XXI Cuerpo de Ejército       | 107.ª, 209.ª, 220.ª        | Levante           |
| Noviembre de 1938       | XX Cuerpo de Ejército        | 107.ª, 209.ª, 220.ª        | Levante           |
| Enero de 1939           | Agrupación «Toral»           | 107.ª, 209.ª, 220.ª        | Extremadura       |